# پل لاینز گیت
پل لاینز گیت با عنوان رسمی اولین پل باریک  یک پل معلق در ونکوور بزرگ در بریتیش کلمبیا است که در سال ۱۹۳۸ افتتاح شد و بر روی شاخاب بورارد واقع شده. این پل شهر ونکوور را به نورث شور شامل نورث ونکوور و وست ونکوور متصل می‌کند.
اصطلاح «لاینز گیت» به معنی «دروازه شیرها» به یک جفت قله کوه در شمال ونکوور اشاره دارد که شبیه به شیر هستند. یک جفت مجسمه بتنی شیر نیز در دو طرف ورودی جنوب پل در ژانویه ۱۹۳۹ قرار داده شده که توسط چارلز مرگا ساخته شده است.
طول کل پل شامل پل راه‌آهن ۱٬۸۲۳ متر (۵٬۸۹۰ پا) است. طول دهانه پل ۱٬۵۱۷٫۳ متر (۴۹۷۸ فوت) و دهانه اصلی به تنهایی ۴۷۳ متر (۱۵۵۰ فوت) است. ارتفاع برج پل ۱۱۱ متر (۳۶۴ فوت) است، و کشتی‌های با ارتفاع ۶۱ متر (۲۰۰ فوت) می‌توانند از زیر آن می‌توانند عبور کنند.
این پل دارای سه باند عبور برای خودروهاست که جهت حرکت اتومبیل‌ها در هر باند با توجه به الگوهای ترافیک با چراغ‌های راهنمایی نشان داده می‌شود. بین ۶۰٬۰۰۰ تا ۷۰٬۰۰۰ وسیله نقلیه در روز از این پل عبور می‌کنند. گذر کامیون‌های بیش از ۱۳ تن ممنوع است. این پل بخشی از بزرگراه ۹۹ و 1A است.
در ۲۴ مارس ۲۰۰۵ پل لاینز گیت به عنوان یک «محوطه تاریخی ملی کانادا» تعیین شد.

## نگارخانه

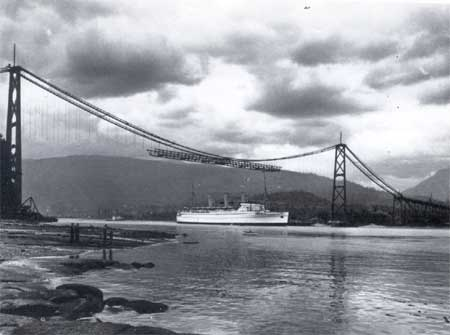
پل لاینز گیت در حال ساخت
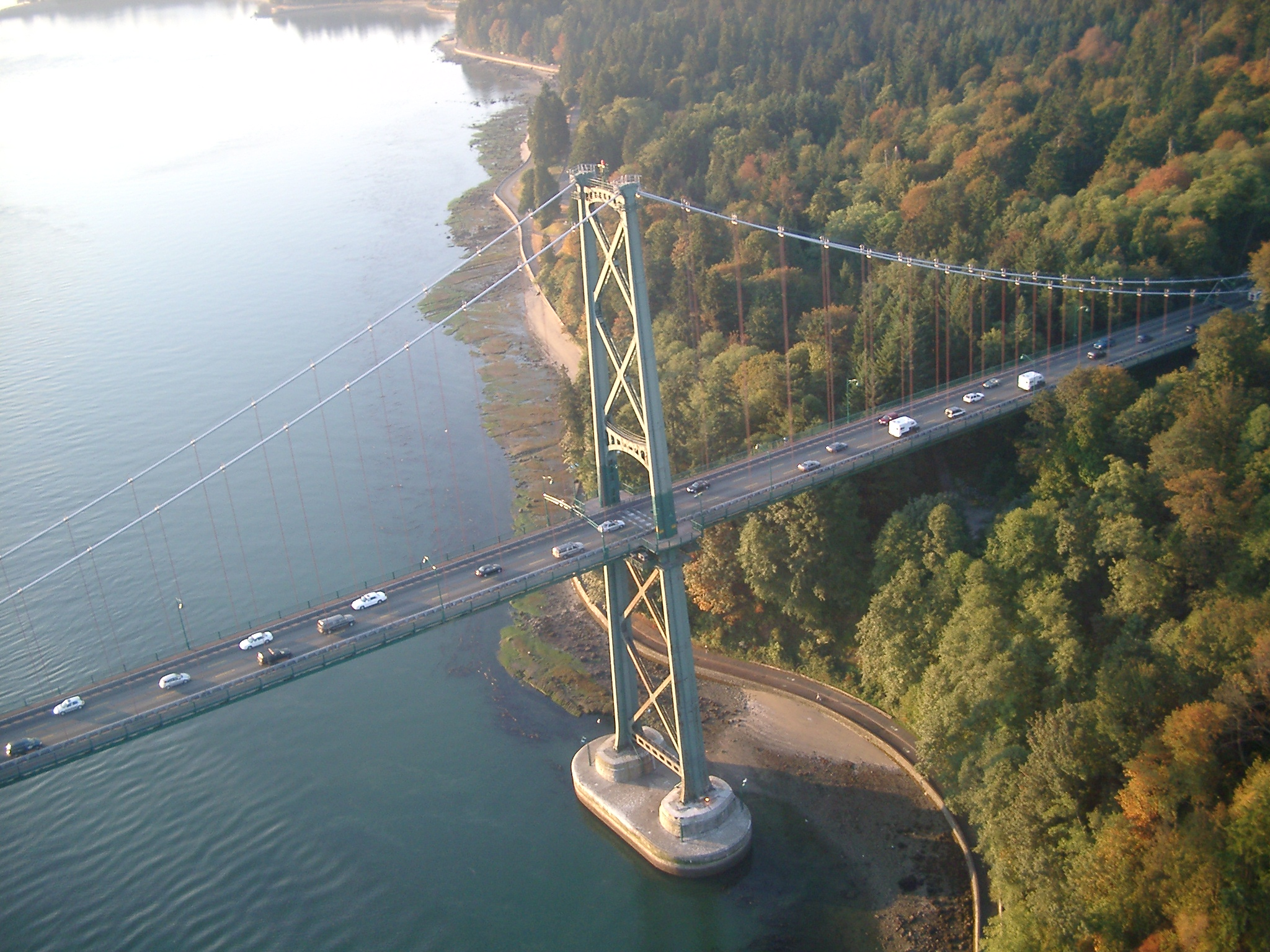
پل لاینز گیت از دید هوایی
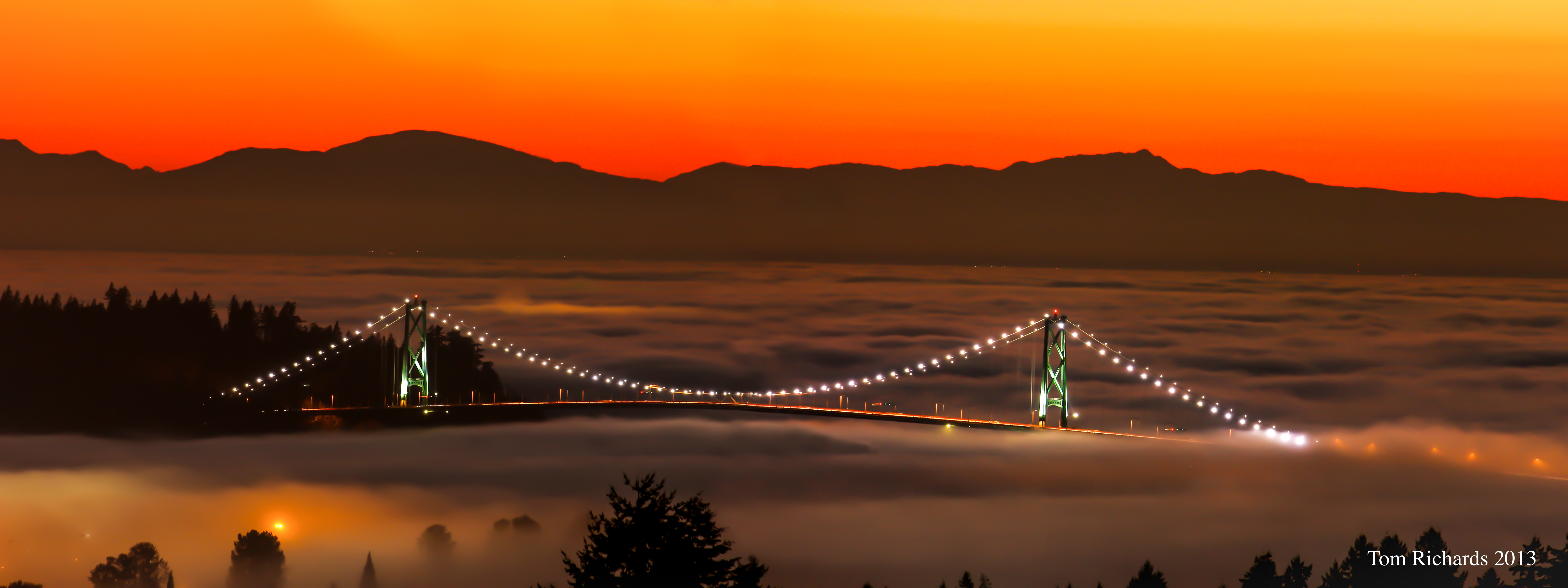
پل لاینز گیت در غروب آفتاب، ۲۰۱۳
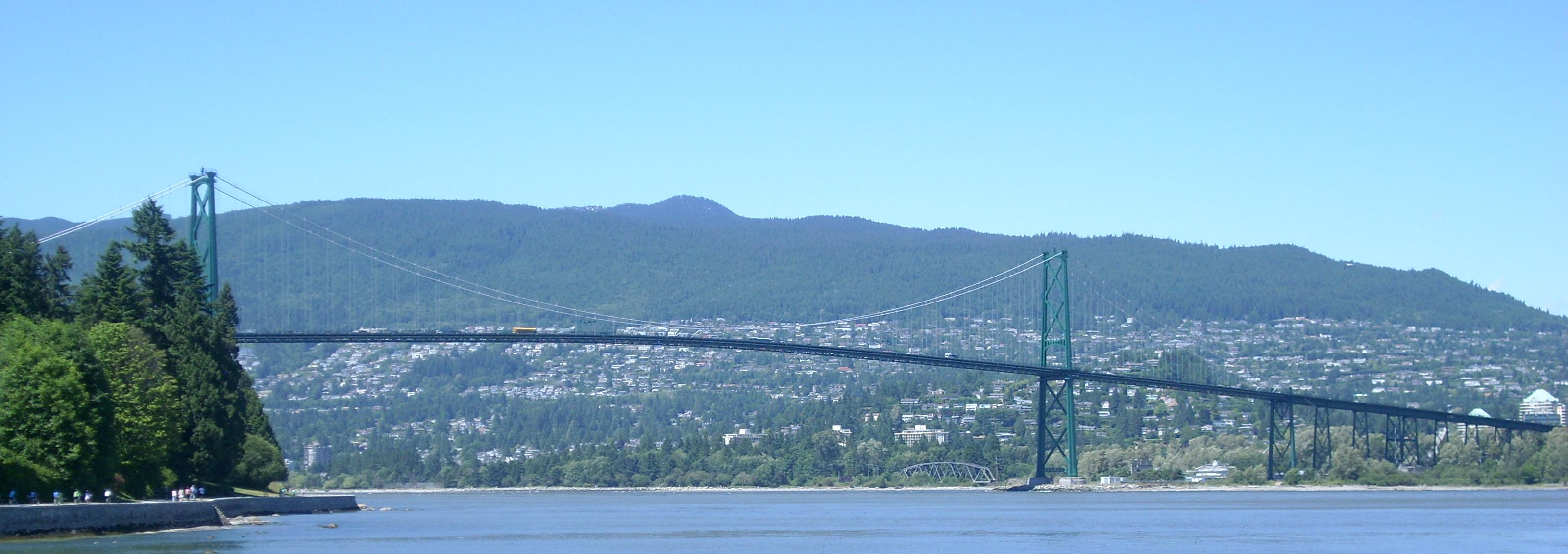
پل لاینز گیت از مرکز شهر ونکوور
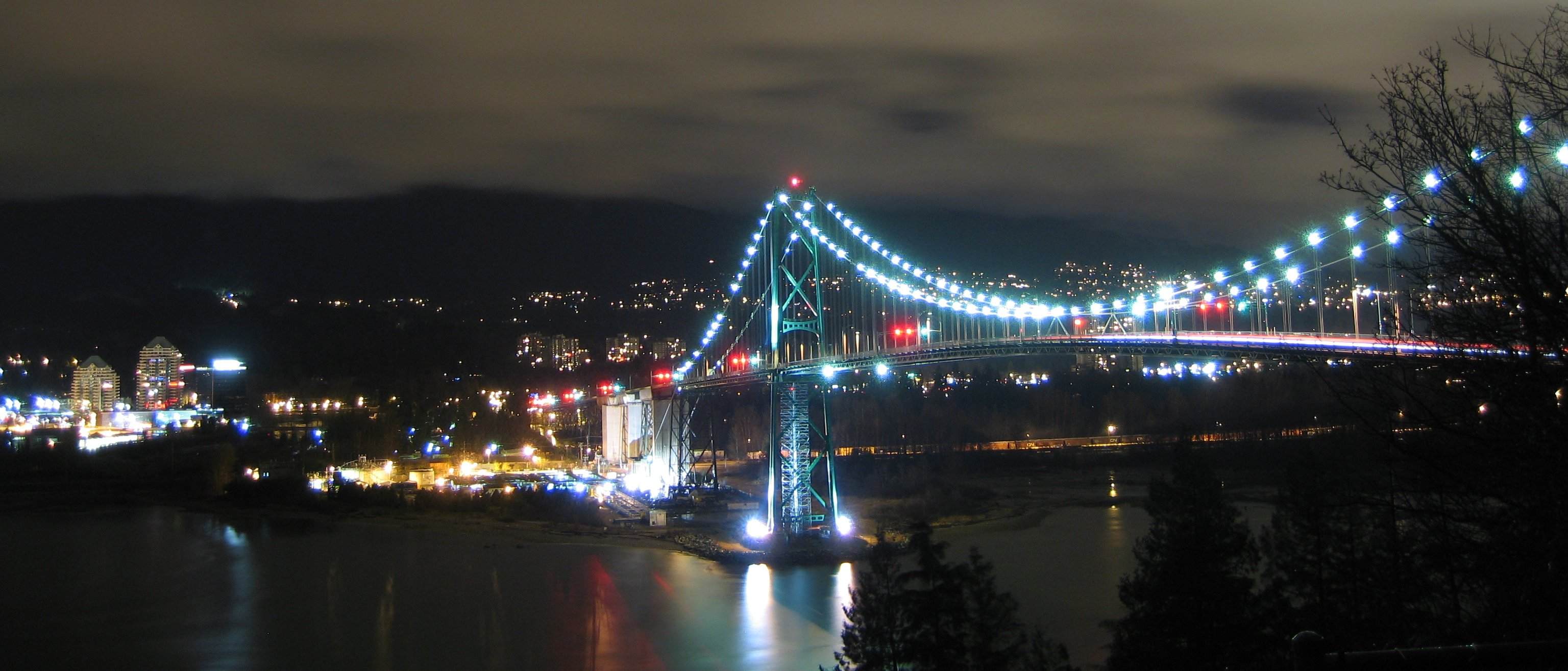
پل لاینز گیت و نورث ونکوور از استنلی پارک
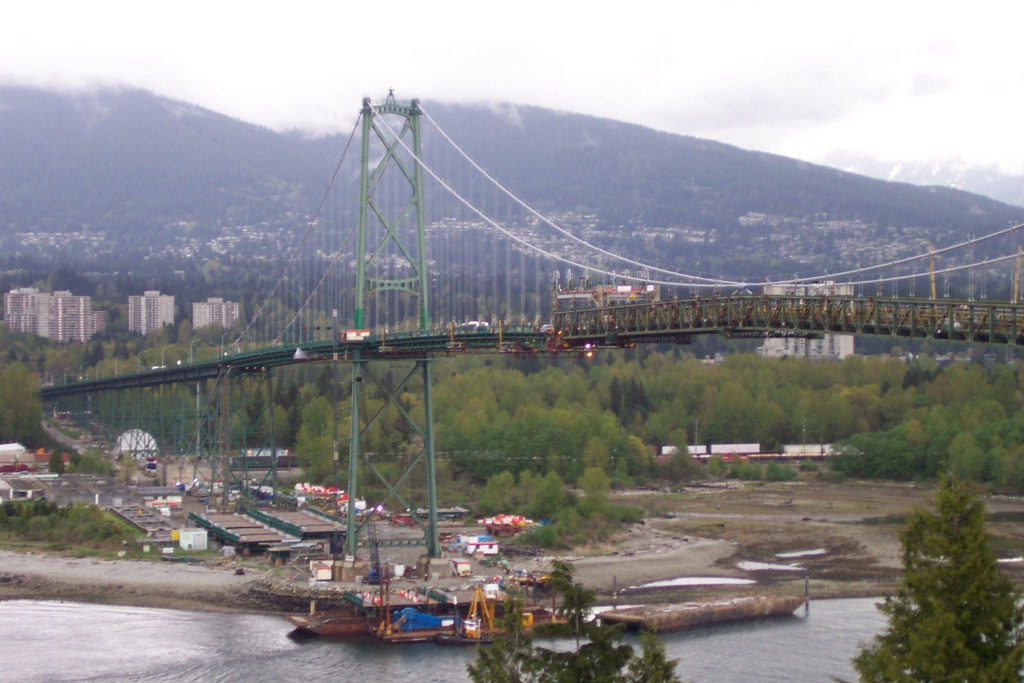
پل لاینز گیت ۲۲ آوریل ۲۰۰۱
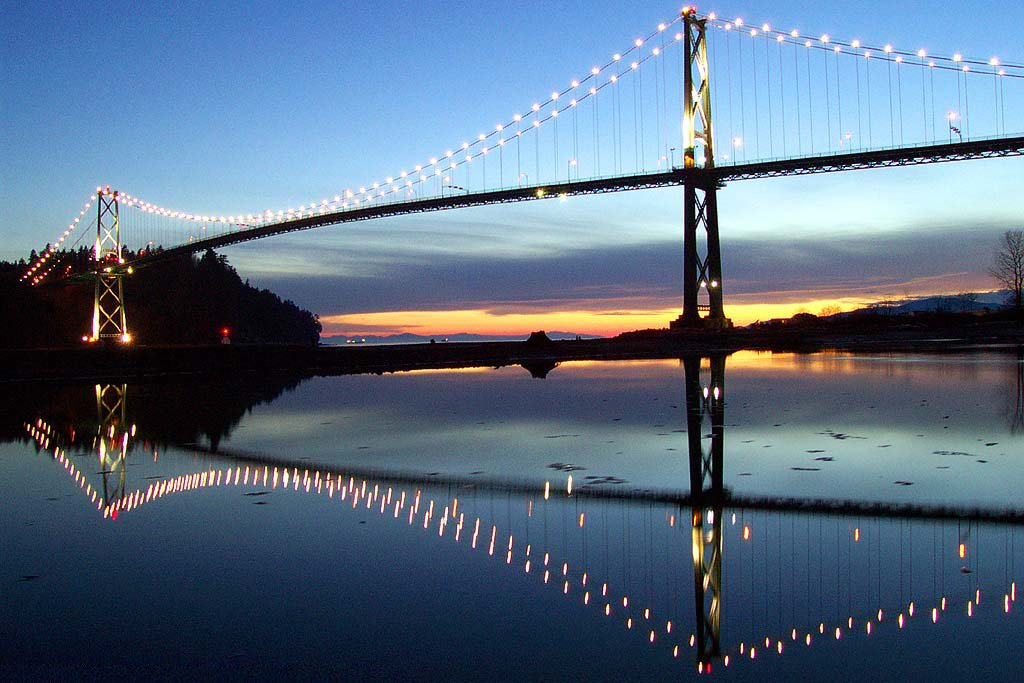
پل لاینز گیت و تصویر منعکس شده آن در غروب ۲۰۰۲
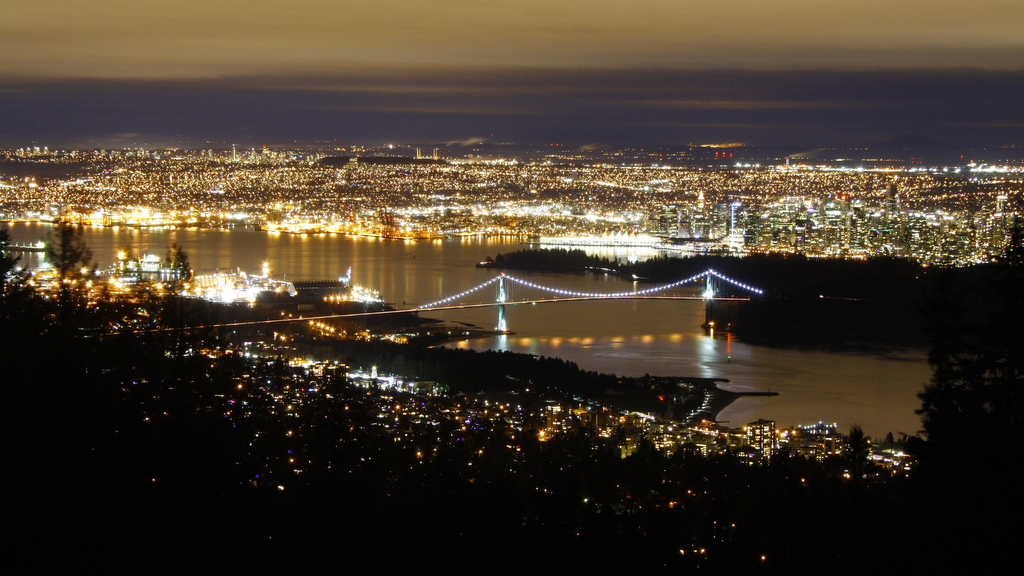
پل لاینز گیت دسامبر ۲۰۱۲
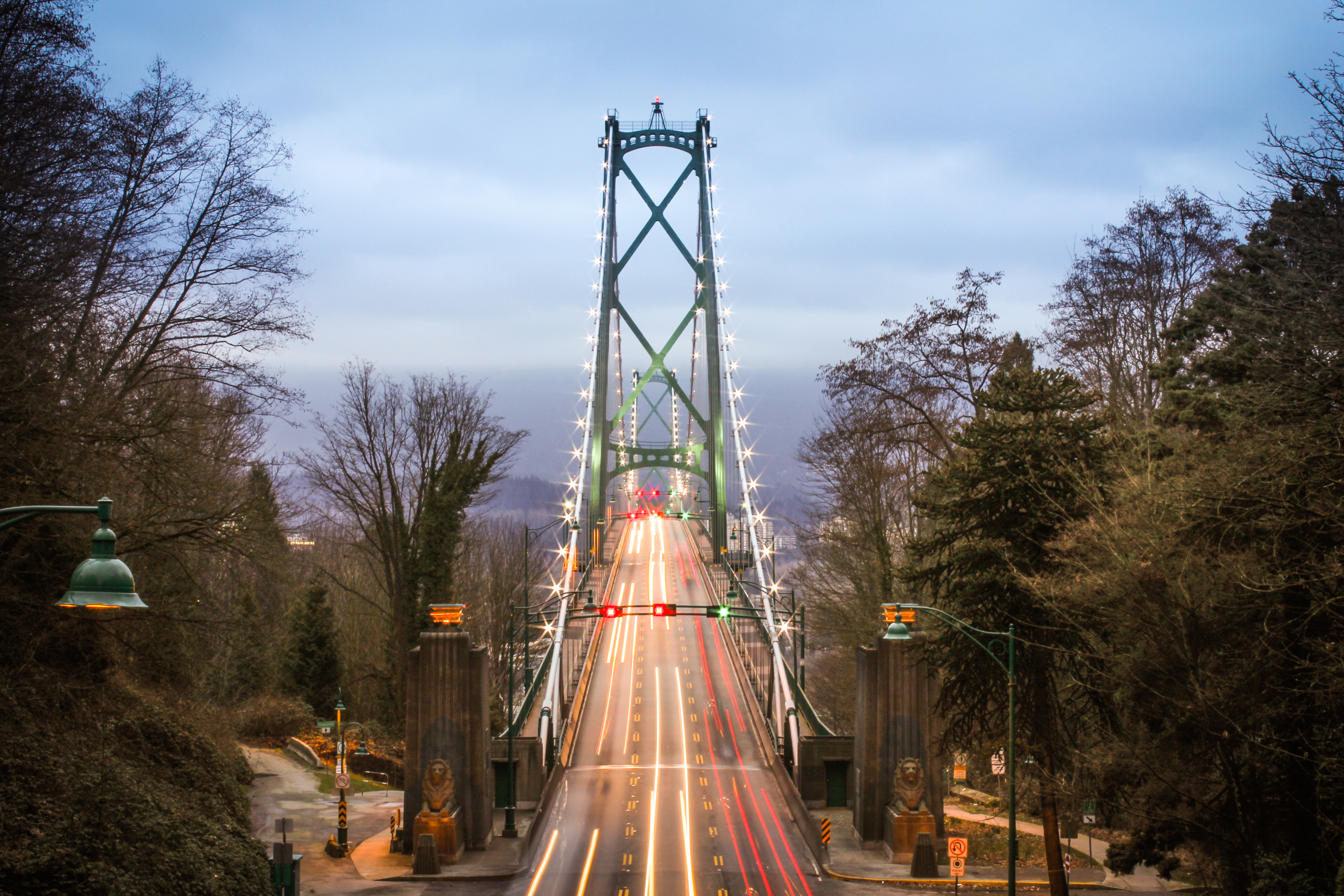
پل لاینز گیت از استنلی پارک، ۲۰۱۳